# Samba (hudba)

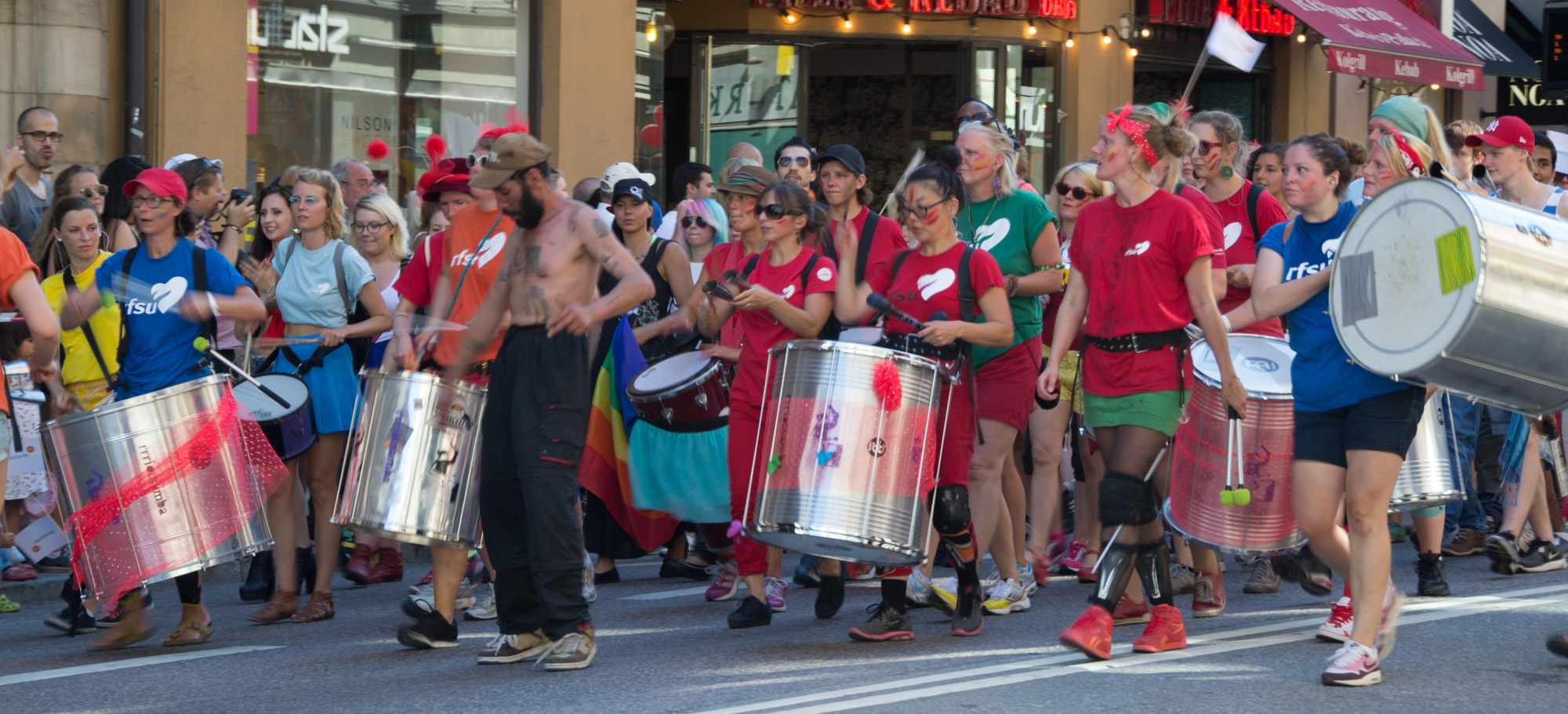
Bubenická skupina (bateria)

Samba je brazilský hudební žánr, který často doprovází stejnojmenný taneční styl.

## Hudební styl

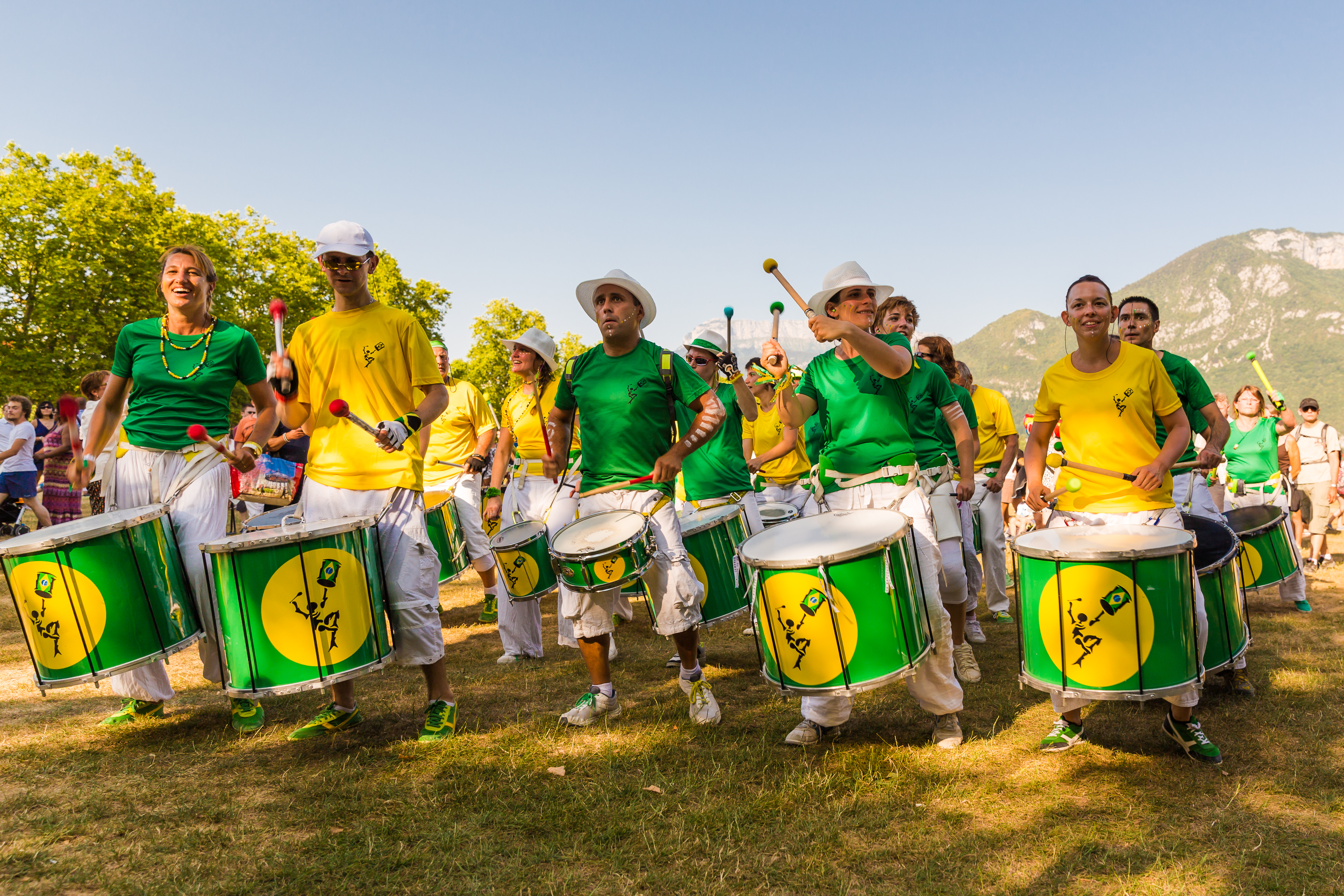
Batucada, styl samby

Kořeny má v západní Africe, zejména v Angole a Kongu, přesněji v hudebním stylu Samba de roda, který doprovázel rituály náboženství Kandomble. Černí otroci tento styl přenesli z Afriky do brazilského státu Bahia. Na počátku 20. století, zvláště v Rio de Janeiru (místní styl se někdy nazývá samba carioca), splynul s jinými vlivy (mj. polkou) a vznikla originální moderní a městská hudební forma, která se stala základem brazilské kultury, ba symbolem Brazílie. Je také silným unifikačním kulturním prvkem ve velmi rozsáhlé a různorodé zemi (byť v minulosti byla někdy považována za kulturní projev spíše nižších vrstev). Moderní samba je převážně v dvoučtvrtečním taktu, který je narušován batucadovým bubnováním.

## Historie
V první polovině 20. století se samba hrála převážně na strunné nástroje, které doprovázely zejména tamburíny. Po druhé světové válce, pod vlivem americké dechové hudby, přibyly trumpety, trombóny a jiné dechové nástroje. Tato verze samby dnes povětšinou zaznívá na populárních karnevalech. Samba má mnohé lokální odnože a také se stává předmětem hudebních fúzí. Smíšení s jazzem dalo vzejít v 50. letech 20. století stylu bossa nova. V 60. letech vznikl samba funk či popovější partido alto, v 80. letech přišla další mutace zvaná pagode, obohacená o country prvky (zvláště užití bendža). V 90. letech se staly populární samba-rap, samba-rock a samba-reggae.

## Provedení

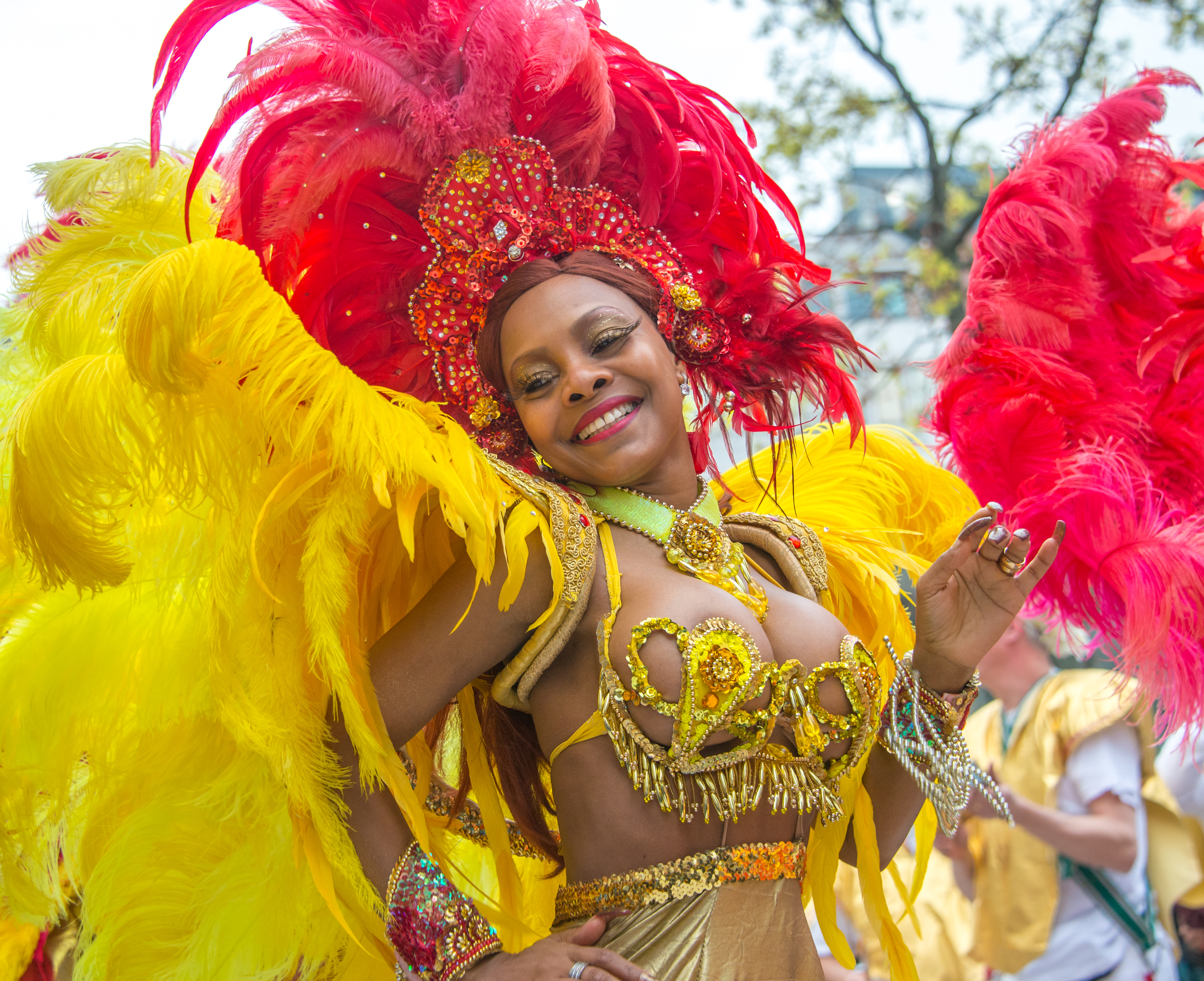
Průvod Samba ve Stockholmu, 2015

Brazilská samba je často spojována s pouliční slavností, brazilských karnevalem. Součástí je tzv. bateria, bubenická skupina, která doprovází celý karneval. Tanec a hudební doprovod jsou provázány, často zkoušení společně hudební vystoupení. Tanečníkům samby se říká passistas.

## Tradiční nástroje
- Repenique
- Timba
- Caixa
- Agogo zvonce
- Tamborim (tamburína)
- Surdo

## Galerie

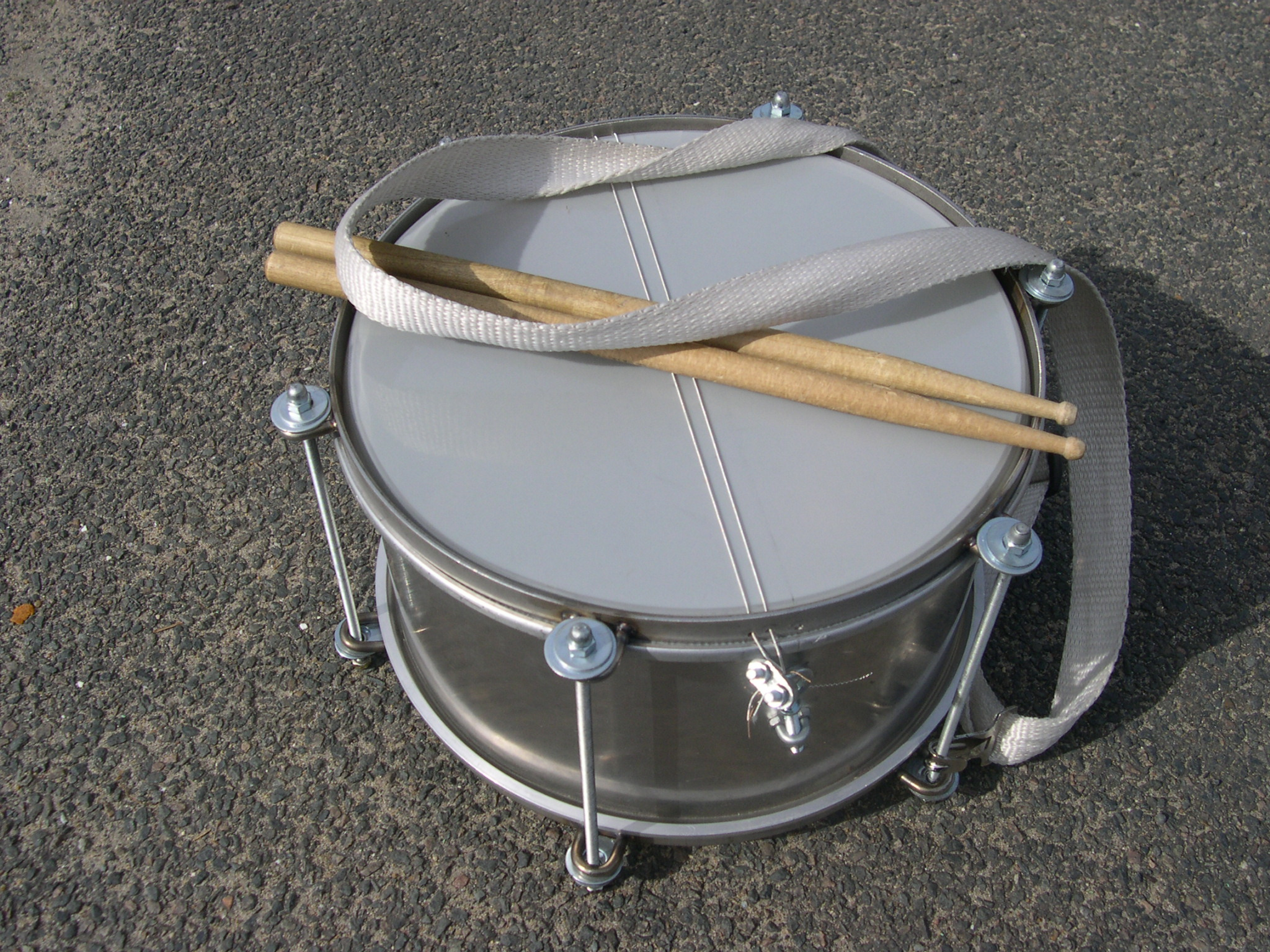
caixa
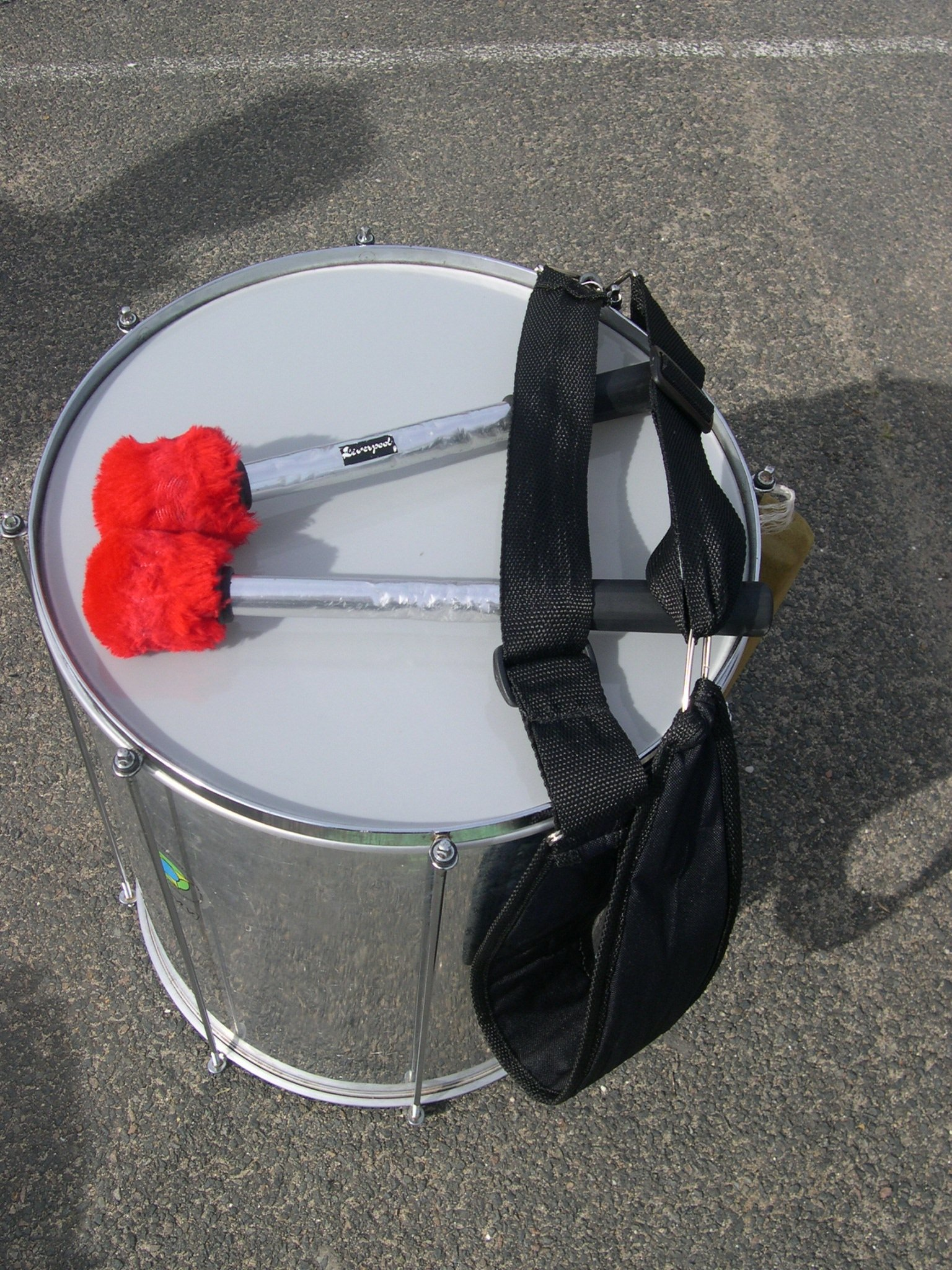
surdo
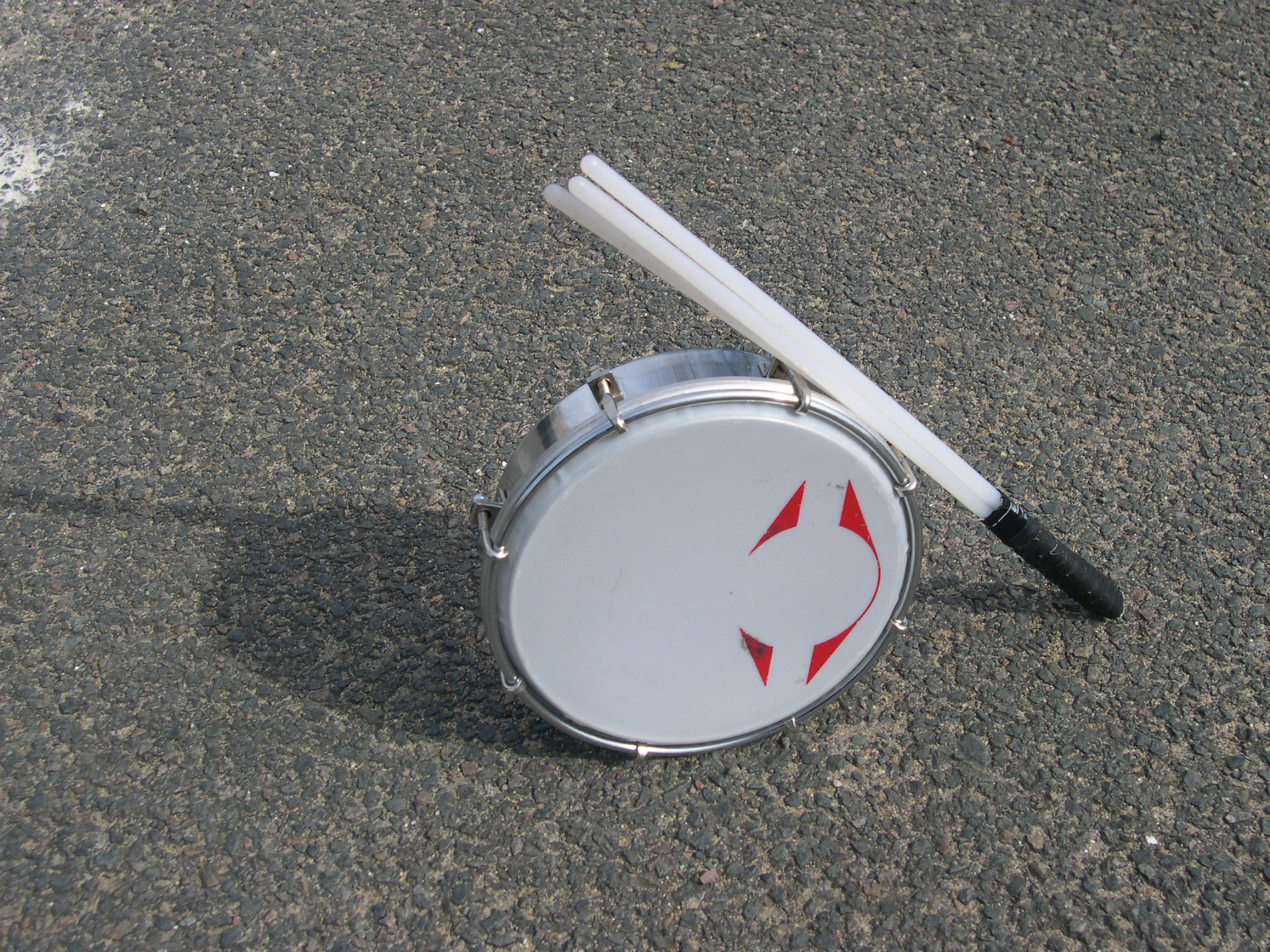
tamborim
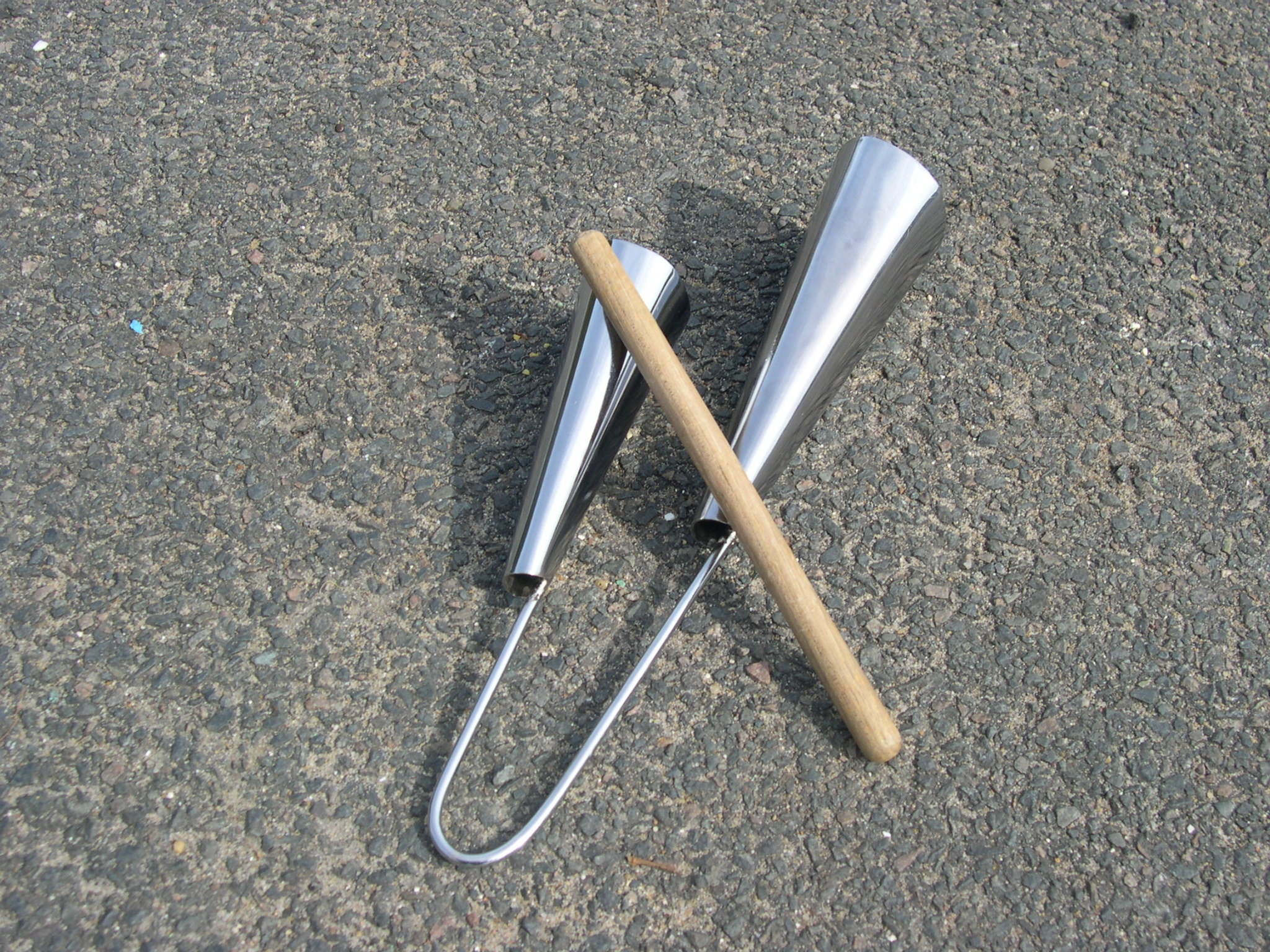
agogo
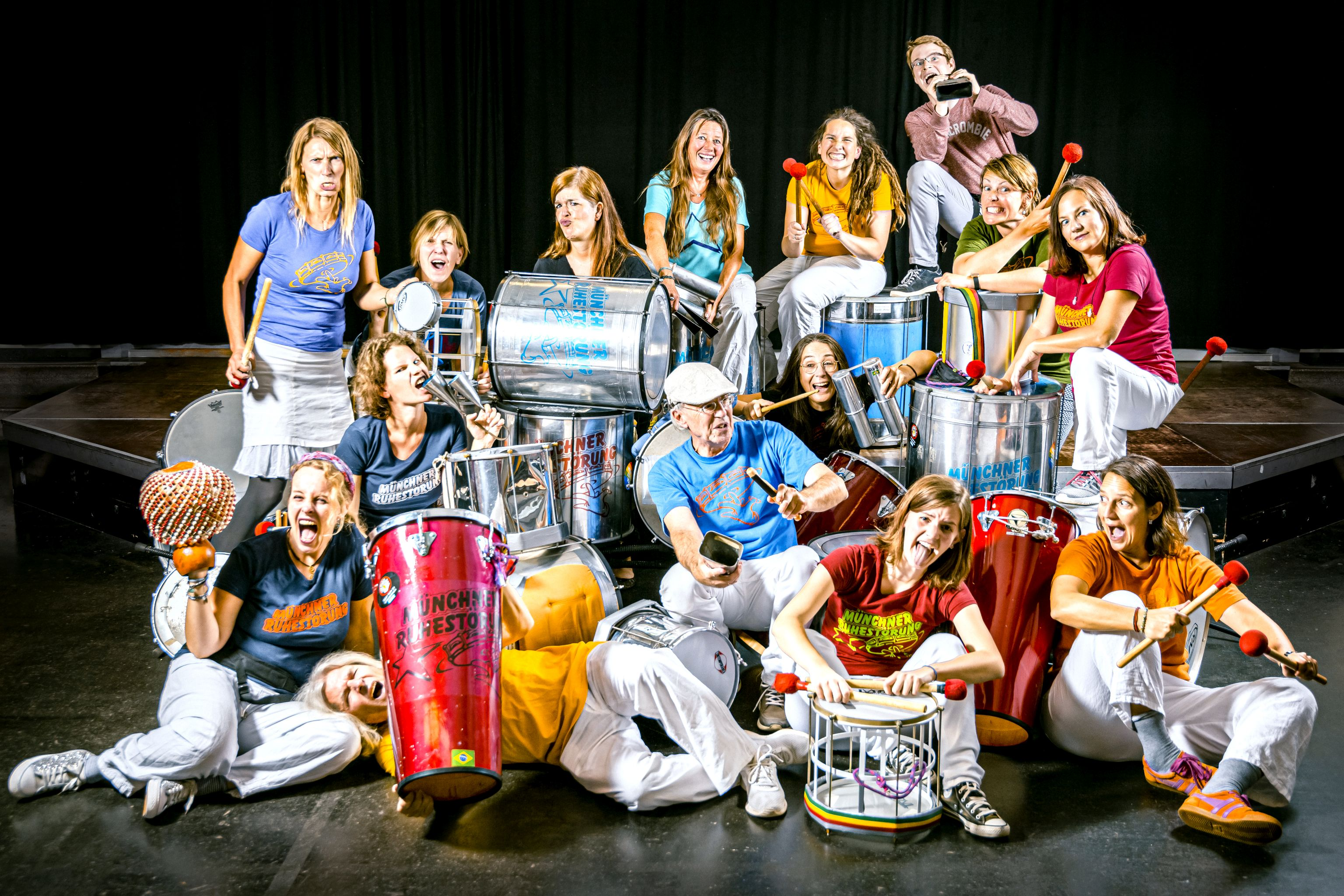
samba skupina z Mnichova
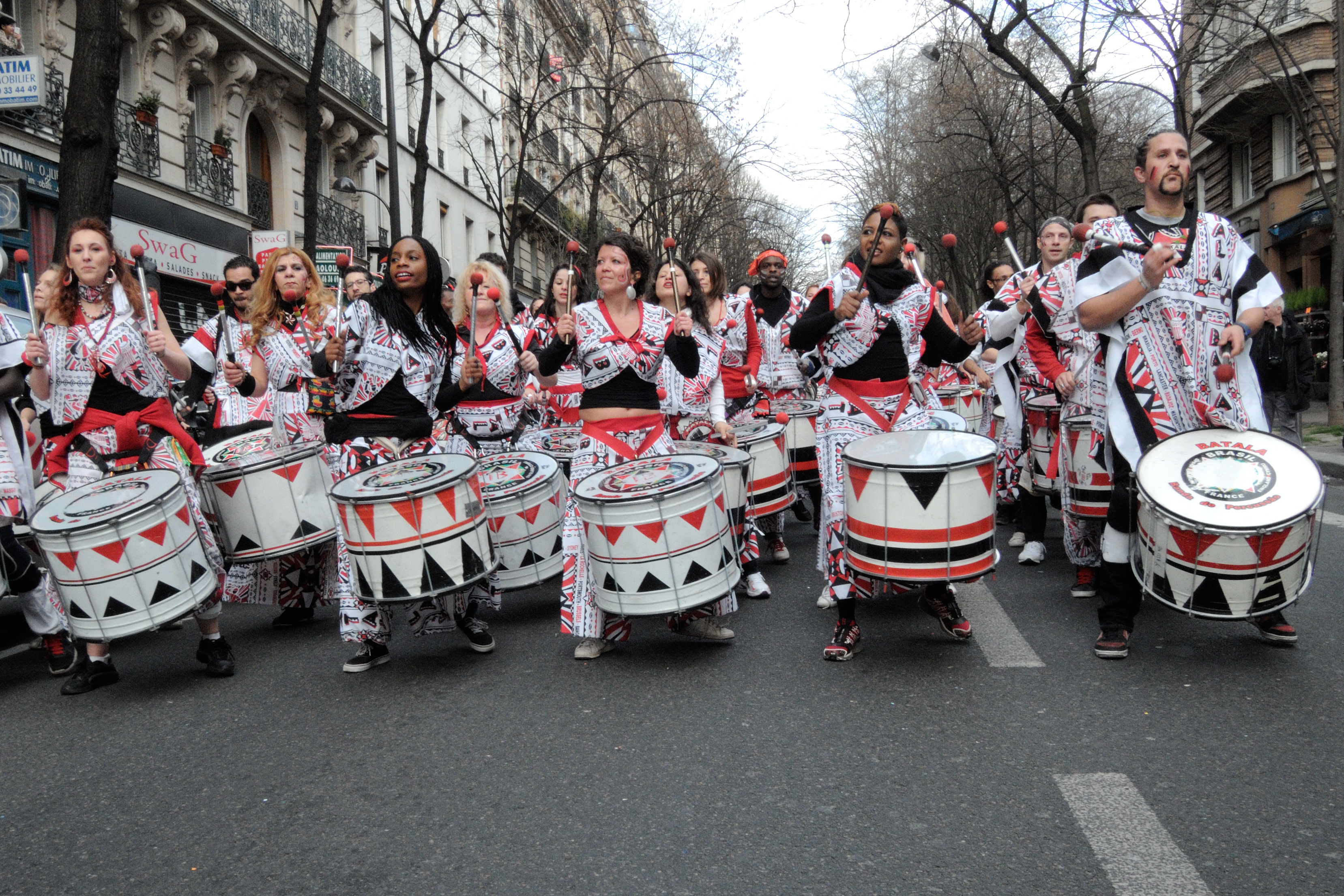
Karleval v Paříži, 2014
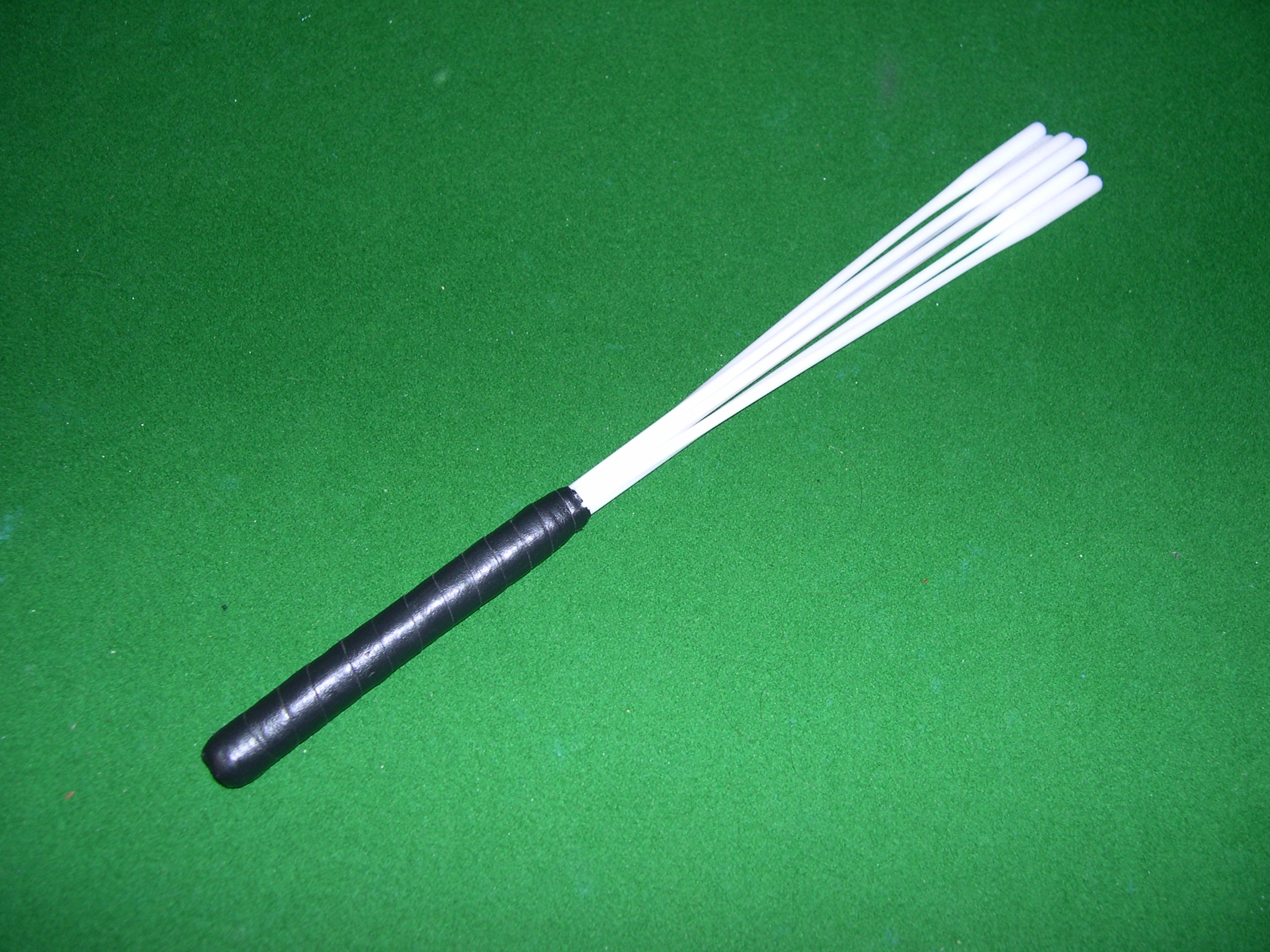
baqueta
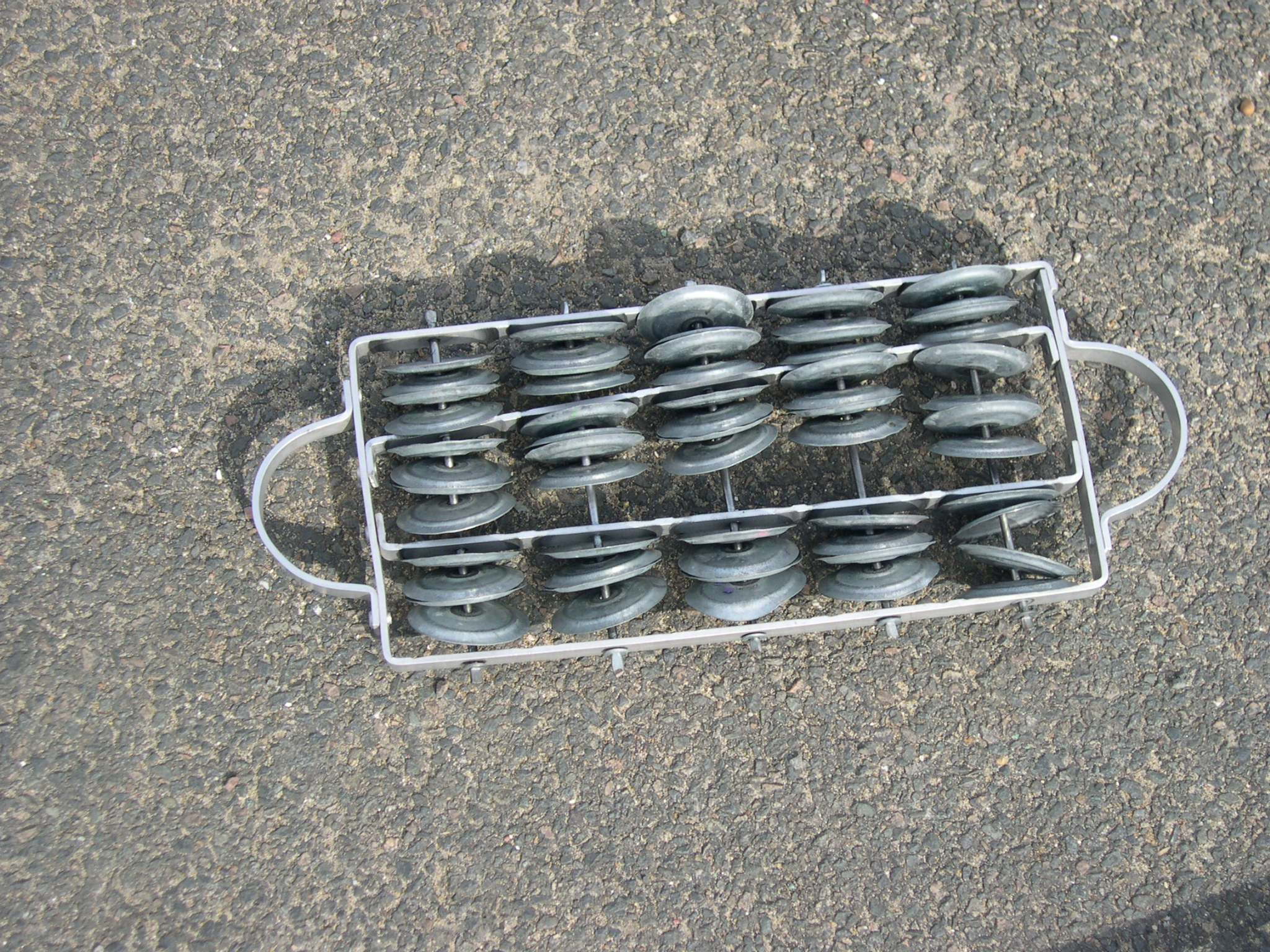
chocalho
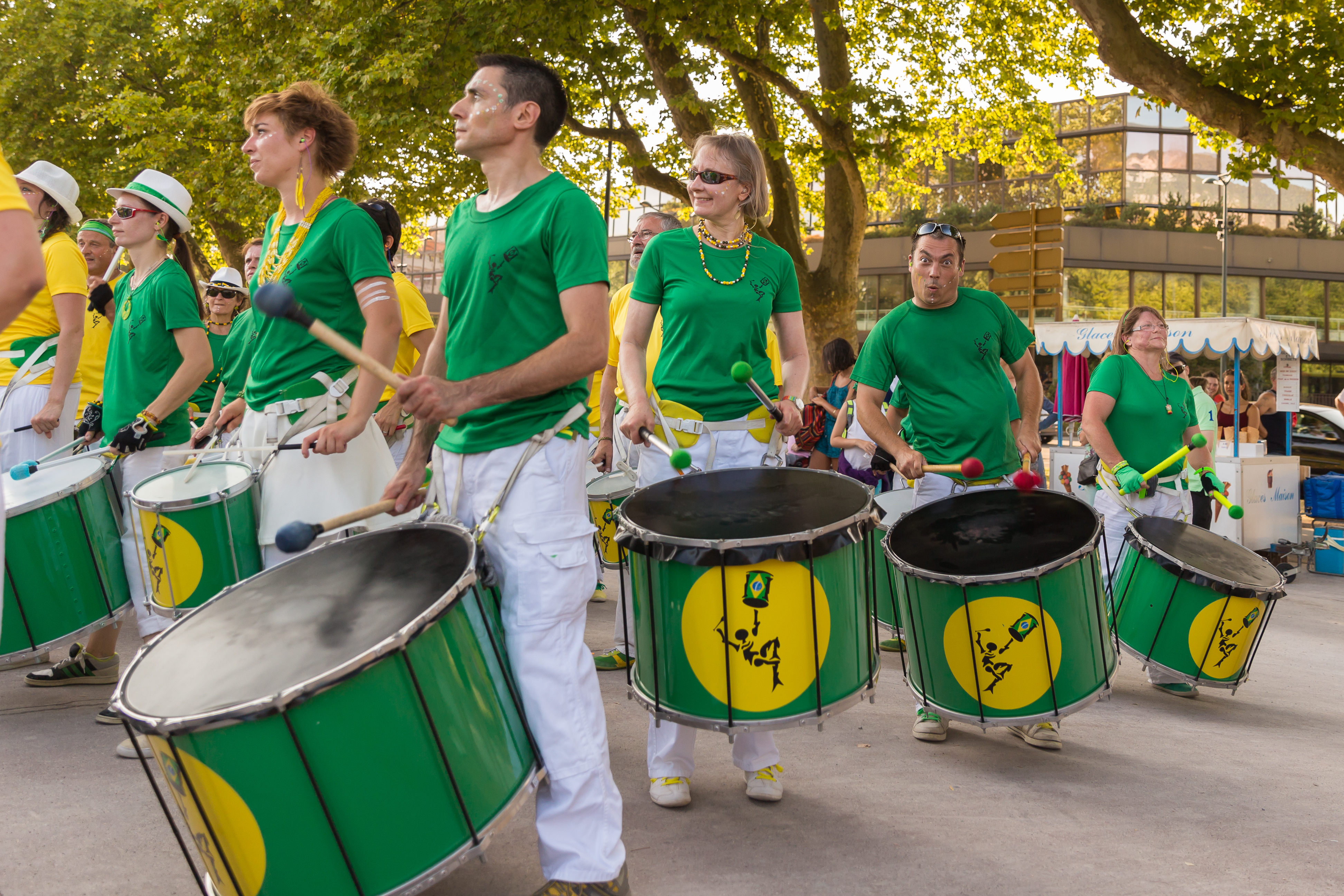
samba skupina
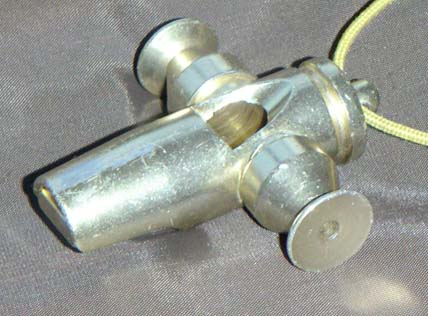
píšťalka
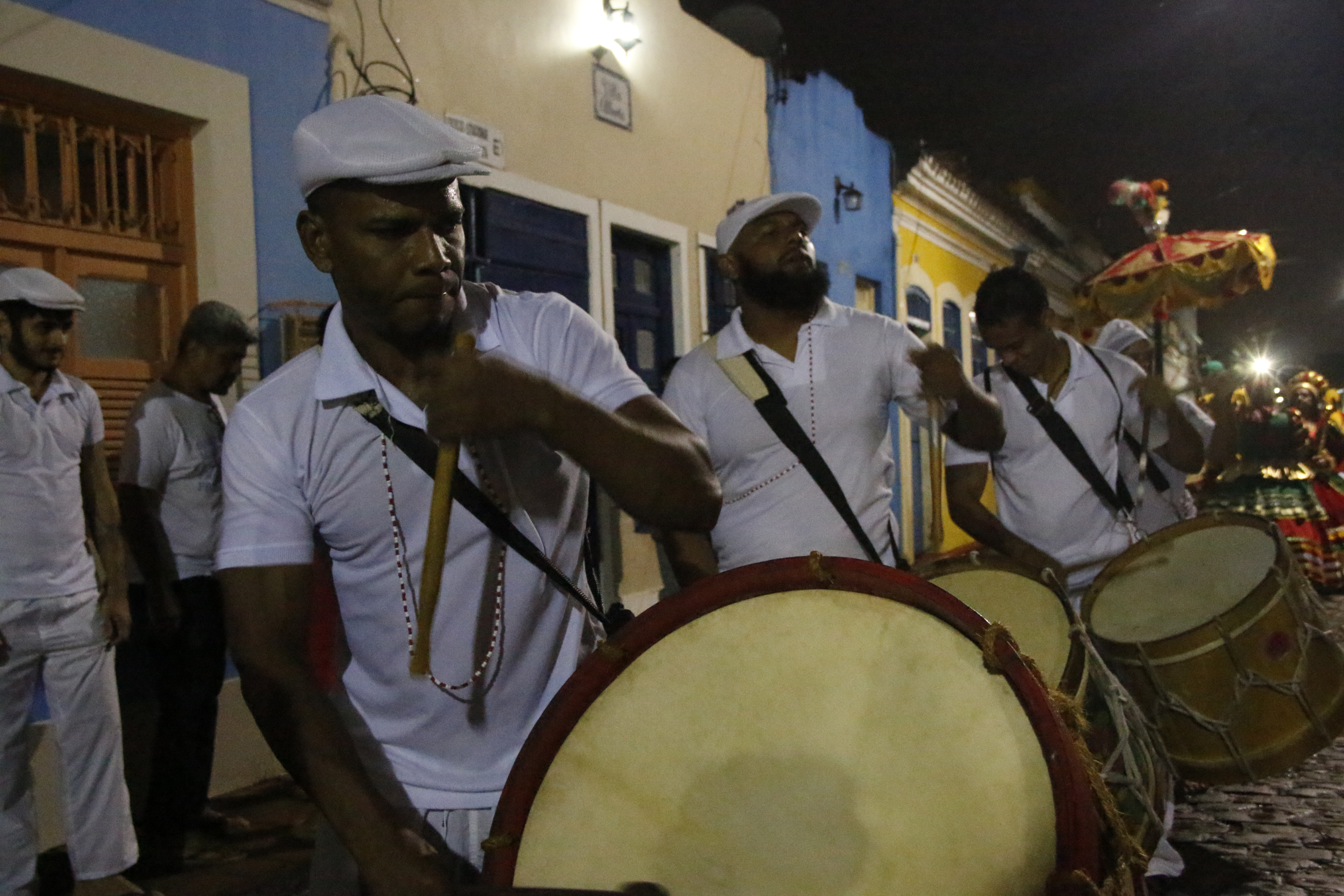
Původní samba skupiny maracatu